# آرا ناجاریان
آرا جیمز ناجاریان (انگلیسی: Ara Najarian؛ زادهٔ ۱۱ سپتامبر ۱۹۶۰) وکیل، سیاستمدار ارمنی-آمریکایی است. وی عضو شورای شهر گلندیل می‌باشد و چهار دوره سمت شهردار برعهده داشته‌است

## زندگی‌نامه
وی در ۱۱ سپتامبر ۱۹۶۰ در کلیولند، اوهایو به دنیا آمد .